# دانیل بالبوئنا
دانیل بالبوئنا  (متولد 13 ژوئن 1997)،  که بیشتر با نام هنری 070 لرزش (تلفظ "اوه هفت اوه شیک") شناخته می شود،  یک خواننده رپ و خواننده آمریکایی است. جدای از حرفه انفرادی خود، او همچنین عضو گروه موسیقی 070 است.
بالبوئنا در نورث برگن، نیوجرسی متولد شد و تبار دومینیکن دارد. بالبوئنا به دبیرستان برگن شمالی رفت و در آنجا در تیم بسکتبال مدرسه بازی کرد. بالبوئنا قبل از حرفه موسیقی اش شعر می گفت.